# Otto Siffling
Otto Siffling (3 de agosto de 1912 - 20 de outubro de 1939) foi um futebolista alemão que competiu nas Copa do Mundo FIFA de 1934 e 1938.